# Unicodeblock CJK-Radikale, Ergänzung
Der Unicodeblock CJK-Radikale, Ergänzung (engl. CJK Radicals Supplement, U+2E80 bis U+2EFF) enthält Radikale für CJK-Schriftzeichen, die in anderen Systemen als dem traditionellen System nach dem Kangxi-Wörterbuch (siehe auch Unicodeblock Kangxi-Radikale) verwendet werden, wie z. B. im System der 227 Radikale. Die Glyphen für etliche davon sind auch unter den 20.991 Zeichen im Unicodeblock Vereinheitlichte CJK-Ideogramme zu finden. In diesen Fällen und dann, wenn das Radikal nur eine gestauchte Version eines Schriftzeichens ist, wird in der untenstehenden Tabelle unter „Beschreibung“ das entsprechende Schriftzeichen hinter einem Gleichheitszeichen (=) angegeben. Weicht das Radikal in der Form vom Schriftzeichen ab, so steht vor diesem ein Pfeil (→). Eingeklammerte Schriftzeichen mit ≈ sind dem Radikal nur optisch ähnlich, bedeuten aber etwas ganz Anderes.

## Tabelle
Alle Zeichen haben die allgemeine Kategorie „Anderes Symbol“ und die bidirektionale Klasse „Anderes neutrales Zeichen“.
| Unicodenummer  | Zeichen (400 %) | Offizielle Bezeichnung                  | Beschreibung                                                                                 |
| -------------- | --------------- | --------------------------------------- | -------------------------------------------------------------------------------------------- |
| U+2E80 (11904) | ⺀              | CJK RADICAL REPEAT                      | CJK-Radikal 07 wiederholen → 二 (U+4E8C)                                                     |
| U+2E81 (11905) | ⺁              | CJK RADICAL CLIFF                       | CJK-Radikal 027 Abhang → 厂 (U+5382)                                                         |
| U+2E82 (11906) | ⺂              | CJK RADICAL SECOND ONE                  | CJK-Radikal 05 zweiter, 1. Form = 乛 (U+4E5B)                                                |
| U+2E83 (11907) | ⺃              | CJK RADICAL SECOND TWO                  | CJK-Radikal 05 zweiter, 2. Form = 乚 (U+4E5A)                                                |
| U+2E84 (11908) | ⺄              | CJK RADICAL SECOND THREE                | CJK-Radikal 05 zweiter, 3. Form → 乙 (U+4E59)                                                |
| U+2E85 (11909) | ⺅              | CJK RADICAL PERSON                      | CJK-Radikal 09 Person (links) = 亻 (U+4EBB)                                                  |
| U+2E86 (11910) | ⺆              | CJK RADICAL BOX                         | CJK-Radikal 013 Kasten = 冂 (U+5182)                                                         |
| U+2E87 (11911) | ⺇              | CJK RADICAL TABLE                       | CJK-Radikal 016 Tisch = 几 (U+51E0)                                                          |
| U+2E88 (11912) | ⺈              | CJK RADICAL KNIFE ONE                   | CJK-Radikal 018 Messer, 1. Form (oben) → 刀 (U+5200)                                         |
| U+2E89 (11913) | ⺉              | CJK RADICAL KNIFE TWO                   | CJK-Radikal 018 Messer, 2. Form (rechts) = 刂 (U+5202)                                       |
| U+2E8A (11914) | ⺊              | CJK RADICAL DIVINATION                  | CJK-Radikal 025 Orakel (oben) → 卜 (U+535C)                                                  |
| U+2E8B (11915) | ⺋              | CJK RADICAL SEAL                        | CJK-Radikal 026 Siegel (unten) = 㔾 (U+353E)                                                 |
| U+2E8C (11916) | ⺌              | CJK RADICAL SMALL ONE                   | CJK-Radikal 042 klein, 1. Form (oben) → 小 (U+5C0F)                                          |
| U+2E8D (11917) | ⺍              | CJK RADICAL SMALL TWO                   | CJK-Radikal 042 klein, 2. Form (oben) → 小 (U+5C0F)                                          |
| U+2E8E (11918) | ⺎              | CJK RADICAL LAME ONE                    | CJK-Radikal 043 lahm, 1. Form → 尢 (U+5C22)                                                  |
| U+2E8F (11919) | ⺏              | CJK RADICAL LAME TWO                    | CJK-Radikal 043 lahm, 2. Form = 尣 (U+5C23)                                                  |
| U+2E90 (11920) | ⺐              | CJK RADICAL LAME THREE                  | CJK-Radikal 043 lahm, 3. Form = 尢 (U+5C22)                                                  |
| U+2E91 (11921) | ⺑              | CJK RADICAL LAME FOUR                   | CJK-Radikal 043 lahm, 4. Form → 尣 (U+5C23)                                                  |
| U+2E92 (11922) | ⺒              | CJK RADICAL SNAKE                       | CJK-Radikal 049 Schlange = 巳 (U+5DF3)                                                       |
| U+2E93 (11923) | ⺓              | CJK RADICAL THREAD                      | CJK-Radikal 052 Faden = 幺 (U+5E7A)                                                          |
| U+2E94 (11924) | ⺔              | CJK RADICAL SNOUT ONE                   | CJK-Radikal 058 Schnauze, 1. Form = 彑 (U+5F51)                                              |
| U+2E95 (11925) | ⺕              | CJK RADICAL SNOUT TWO                   | CJK-Radikal 058 Schnauze, 2. Form = 彐 (U+5F50)                                              |
| U+2E96 (11926) | ⺖              | CJK RADICAL HEART ONE                   | CJK-Radikal 061 Herz, 1. Form (links) = 忄 (U+5FC4)                                          |
| U+2E97 (11927) | ⺗              | CJK RADICAL HEART TWO                   | CJK-Radikal 061 Herz, 2. Form (unten) → 心 (U+5FC3)                                          |
| U+2E98 (11928) | ⺘              | CJK RADICAL HAND                        | CJK-Radikal 064 Hand (links) = 扌 (U+624C)                                                   |
| U+2E99 (11929) | ⺙              | CJK RADICAL RAP                         | CJK-Radikal 066 klopfen (rechts) = 攵 (U+6535)                                               |
| U+2E9B (11931) | ⺛              | CJK RADICAL CHOKE                       | CJK-Radikal 071 ersticken = 旡 (U+65E1)                                                      |
| U+2E9C (11932) | ⺜              | CJK RADICAL SUN                         | CJK-Radikal 072 Sonne = 日 (U+65E5)                                                          |
| U+2E9D (11933) | ⺝              | CJK RADICAL MOON                        | CJK-Radikal 074 Mond = 月 (U+6708)                                                           |
| U+2E9E (11934) | ⺞              | CJK RADICAL DEATH                       | CJK-Radikal 078 Tod = 歺 (U+6B7A)                                                            |
| U+2E9F (11935) | ⺟              | CJK RADICAL MOTHER                      | CJK-Radikal 080 Mutter = 母 (U+6BCD)                                                         |
| U+2EA0 (11936) | ⺠              | CJK RADICAL CIVILIAN                    | CJK-Radikal 083 zivil = 民 (U+6C11)                                                          |
| U+2EA1 (11937) | ⺡              | CJK RADICAL WATER ONE                   | CJK-Radikal 085 Wasser, 1. Form (links) = 氵 (U+6C35)                                        |
| U+2EA2 (11938) | ⺢              | CJK RADICAL WATER TWO                   | CJK-Radikal 085 Wasser, 2. Form (unten) = 氺 (U+6C3A) Dieses Zeichen ist kein Kangxi-Radikal |
| U+2EA3 (11939) | ⺣              | CJK RADICAL FIRE                        | CJK-Radikal 086 Feuer (unten) = 灬 (U+706C)                                                  |
| U+2EA4 (11940) | ⺤              | CJK RADICAL PAW ONE                     | CJK-Radikal 087 Pfote, 1. Form (oben) = 爫 (U+722B)                                          |
| U+2EA5 (11941) | ⺥              | CJK RADICAL PAW TWO                     | CJK-Radikal 087 Pfote, 2. Form (oben) = 爪 (U+722A)                                          |
| U+2EA6 (11942) | ⺦              | CJK RADICAL SIMPLIFIED HALF TREE TRUNK  | CJK-Radikal 090 vereinfacht halber Baumstumpf = 丬 (U+4E2C)                                  |
| U+2EA7 (11943) | ⺧              | CJK RADICAL COW                         | CJK-Radikal 093 Kuh → 牛 (U+725B)                                                            |
| U+2EA8 (11944) | ⺨              | CJK RADICAL DOG                         | CJK-Radikal 094 Hund (links) = 犭 (U+72AD)                                                   |
| U+2EA9 (11945) | ⺩              | CJK RADICAL JADE                        | CJK-Radikal 096 Jade (links) → 王 (U+738B)                                                   |
| U+2EAA (11946) | ⺪              | CJK RADICAL BOLT OF CLOTH               | CJK-Radikal 103 Stoffballen (links) → 疋 (U+758B)                                            |
| U+2EAB (11947) | ⺫              | CJK RADICAL EYE                         | CJK-Radikal 109 Auge = ⺲ (U+2EB2) → 目 (U+76EE) (≈ 罒 [U+7F52])                             |
| U+2EAC (11948) | ⺬              | CJK RADICAL SPIRIT ONE                  | CJK-Radikal 113 Geist, 1. Form → 示 (U+793A)                                                 |
| U+2EAD (11949) | ⺭              | CJK RADICAL SPIRIT TWO                  | CJK-Radikal 113 Geist, 2. Form = 礻 (U+793B)                                                 |
| U+2EAE (11950) | ⺮              | CJK RADICAL BAMBOO                      | CJK-Radikal 118 Bambus → 竹 (U+7AF9)                                                         |
| U+2EAF (11951) | ⺯              | CJK RADICAL SILK                        | CJK-Radikal 120 Seide (links) = 糹 (U+7CF9)                                                  |
| U+2EB0 (11952) | ⺰              | CJK RADICAL C-SIMPLIFIED SILK           | CJK-Radikal 120 (chin. vereinf.) Seide (links) = 纟 (U+7E9F)                                 |
| U+2EB1 (11953) | ⺱              | CJK RADICAL NET ONE                     | CJK-Radikal 122 Netz, 1. Form = 罓 (U+7F53)                                                  |
| U+2EB2 (11954) | ⺲              | CJK RADICAL NET TWO                     | CJK-Radikal 122 Netz, 2. Form = 罒 (U+7F52) → ⺫ (U+2EAB)                                    |
| U+2EB3 (11955) | ⺳              | CJK RADICAL NET THREE                   | CJK-Radikal 122 Netz, 3. Form → 网 (U+7F51)                                                  |
| U+2EB4 (11956) | ⺴              | CJK RADICAL NET FOUR                    | CJK-Radikal 122 Netz, 4. Form → 网 (U+7F51)                                                  |
| U+2EB5 (11957) | ⺵              | CJK RADICAL MESH                        | CJK-Radikal 122 Masche = 𦉫 (U+2626B)                                                        |
| U+2EB6 (11958) | ⺶              | CJK RADICAL SHEEP                       | CJK-Radikal 123 Schaf (links) → 羊 (U+7F8A)                                                  |
| U+2EB7 (11959) | ⺷              | CJK RADICAL RAM                         | CJK-Radikal 123 Widder (oben) → 羊 (U+7F8A)                                                  |
| U+2EB8 (11960) | ⺸              | CJK RADICAL EWE                         | CJK-Radikal 123 Aue = 羋 (U+7F8B) = 𦬒 (U+26B12)                                             |
| U+2EB9 (11961) | ⺹              | CJK RADICAL OLD                         | CJK-Radikal 125 alt = 耂 (U+8002)                                                            |
| U+2EBA (11962) | ⺺              | CJK RADICAL BRUSH ONE                   | CJK-Radikal 129 Pinsel, 1. Form = 肀 (U+8080)                                                |
| U+2EBB (11963) | ⺻              | CJK RADICAL BRUSH TWO                   | CJK-Radikal 129 Pinsel, 2. Form → 聿 (U+807F)                                                |
| U+2EBC (11964) | ⺼              | CJK RADICAL MEAT                        | CJK-Radikal 130 Fleisch → 肉 (U+8089) (≈ 月 [U+6708])                                        |
| U+2EBD (11965) | ⺽              | CJK RADICAL MORTAR                      | CJK-Radikal 134 Mörser = 臼 (U+81FC)                                                         |
| U+2EBE (11966) | ⺾              | CJK RADICAL GRASS ONE                   | CJK-Radikal 140 Gras, 1. Form = 艹 (U+8279)                                                  |
| U+2EBF (11967) | ⺿              | CJK RADICAL GRASS TWO                   | CJK-Radikal 140 Gras, 2. Form → 艹 (U+8279)                                                  |
| U+2EC0 (11968) | ⻀              | CJK RADICAL GRASS THREE                 | CJK-Radikal 140 Gras, 3. Form → 艹 (U+8279)                                                  |
| U+2EC1 (11969) | ⻁              | CJK RADICAL TIGER                       | CJK-Radikal 141 Tiger = 虎 (U+864E)                                                          |
| U+2EC2 (11970) | ⻂              | CJK RADICAL CLOTHES                     | CJK-Radikal 145 Kleidung (links) = 衤 (U+8864)                                               |
| U+2EC3 (11971) | ⻃              | CJK RADICAL WEST ONE                    | CJK-Radikal 146 Westen, 1. Form (oben) = 覀 (U+8980)                                         |
| U+2EC4 (11972) | ⻄              | CJK RADICAL WEST TWO                    | CJK-Radikal 146 Westen, 2. Form (links) = 西 (U+897F)                                        |
| U+2EC5 (11973) | ⻅              | CJK RADICAL C-SIMPLIFIED SEE            | CJK-Radikal 147 (chin. vereinf.) sehen = 见 (U+89C1)                                         |
| U+2EC6 (11974) | ⻆              | CJK RADICAL SIMPLIFIED HORN             | CJK-Radikal 148 vereinfacht Horn = 角 (U+89D2)                                               |
| U+2EC7 (11975) | ⻇              | CJK RADICAL HORN                        | CJK-Radikal 148 Horn = 𧢲 (U+278B2)                                                          |
| U+2EC8 (11976) | ⻈              | CJK RADICAL C-SIMPLIFIED SPEECH         | CJK-Radikal 149 (chin. vereinf.) Rede = 讠 (U+8BA0)                                          |
| U+2EC9 (11977) | ⻉              | CJK RADICAL C-SIMPLIFIED SHELL          | CJK-Radikal 154 (chin. vereinf.) Muschel = 贝 (U+8D1D)                                       |
| U+2ECA (11978) | ⻊              | CJK RADICAL FOOT                        | CJK-Radikal 157 Fuß (links) → 足 (U+8DB3)                                                    |
| U+2ECB (11979) | ⻋              | CJK RADICAL C-SIMPLIFIED CART           | CJK-Radikal 159 (chin. vereinf.) Karren = 车 (U+8F66)                                        |
| U+2ECC (11980) | ⻌              | CJK RADICAL SIMPLIFIED WALK             | CJK-Radikal 162 vereinfacht zu Fuß gehen = 辶 (U+8FB6)                                       |
| U+2ECD (11981) | ⻍              | CJK RADICAL WALK ONE                    | CJK-Radikal 162 zu Fuß gehen, 1. Form = 辶 (U+8FB6)                                          |
| U+2ECE (11982) | ⻎              | CJK RADICAL WALK TWO                    | CJK-Radikal 162 zu Fuß gehen, 2. Form → 辶 (U+8FB6)                                          |
| U+2ECF (11983) | ⻏              | CJK RADICAL CITY                        | CJK-Radikal 163 Stadt (rechts) = → 邑 (U+9091) (≈ 阝 [U+961D])                               |
| U+2ED0 (11984) | ⻐              | CJK RADICAL C-SIMPLIFIED GOLD           | CJK-Radikal 167 (chin. vereinf.) Gold = 钅 (U+9485)                                          |
| U+2ED1 (11985) | ⻑              | CJK RADICAL LONG ONE                    | CJK-Radikal 168 lang, 1. Form = 長 (U+9577)                                                  |
| U+2ED2 (11986) | ⻒              | CJK RADICAL LONG TWO                    | CJK-Radikal 168 lang, 2. Form (links) = 镸 (U+9578)                                          |
| U+2ED3 (11987) | ⻓              | CJK RADICAL C-SIMPLIFIED LONG           | CJK-Radikal 168 (chin. vereinf.) lang = 长 (U+957F)                                          |
| U+2ED4 (11988) | ⻔              | CJK RADICAL C-SIMPLIFIED GATE           | CJK-Radikal 169 (chin. vereinf.) Tor = 门 (U+95E8)                                           |
| U+2ED5 (11989) | ⻕              | CJK RADICAL MOUND ONE                   | CJK-Radikal 170 Hügel, 1. Form → 阜 (U+961C) = 𨸏 (U+28E0F)                                  |
| U+2ED6 (11990) | ⻖              | CJK RADICAL MOUND TWO                   | CJK-Radikal 170 Hügel, 2. Form (links) = 阝 (U+961D)                                         |
| U+2ED7 (11991) | ⻗              | CJK RADICAL RAIN                        | CJK-Radikal 173 Regen → 雨 (U+96E8)                                                          |
| U+2ED8 (11992) | ⻘              | CJK RADICAL BLUE                        | CJK-Radikal 174 blau = 青 (U+9752)                                                           |
| U+2ED9 (11993) | ⻙              | CJK RADICAL C-SIMPLIFIED TANNED LEATHER | CJK-Radikal 178 (chin. vereinf.) gegerbtes Leder = 韦 (U+97E6)                               |
| U+2EDA (11994) | ⻚              | CJK RADICAL C-SIMPLIFIED LEAF           | CJK-Radikal 181 (chin. vereinf.) Blatt = 页 (U+9875)                                         |
| U+2EDB (11995) | ⻛              | CJK RADICAL C-SIMPLIFIED WIND           | CJK-Radikal 182 (chin. vereinf.) Wind = 风 (U+98CE)                                          |
| U+2EDC (11996) | ⻜              | CJK RADICAL C-SIMPLIFIED FLY            | CJK-Radikal 183 (chin. vereinf.) fliegen = 飞 (U+98DE)                                       |
| U+2EDD (11997) | ⻝              | CJK RADICAL EAT ONE                     | CJK-Radikal 184 essen, 1. Form (unten) = 食 (U+98DF)                                         |
| U+2EDE (11998) | ⻞              | CJK RADICAL EAT TWO                     | CJK-Radikal 184 essen, 2. Form (links) = 𩙿 (U+2967F)                                        |
| U+2EDF (11999) | ⻟              | CJK RADICAL EAT THREE                   | CJK-Radikal 184 essen, 3. Form (links) = 飠 (U+98E0)                                         |
| U+2EE0 (12000) | ⻠              | CJK RADICAL C-SIMPLIFIED EAT            | CJK-Radikal 184 (chin. vereinf.) essen (links) = 饣 (U+9963)                                 |
| U+2EE1 (12001) | ⻡              | CJK RADICAL HEAD                        | CJK-Radikal 185 Kopf = 𩠐 (U+29810)                                                          |
| U+2EE2 (12002) | ⻢              | CJK RADICAL C-SIMPLIFIED HORSE          | CJK-Radikal 187 (chin. vereinf.) Pferd = 马 (U+9A6C)                                         |
| U+2EE3 (12003) | ⻣              | CJK RADICAL BONE                        | CJK-Radikal 188 Knochen, 1. Form = 骨 (U+9AA8)                                               |
| U+2EE4 (12004) | ⻤              | CJK RADICAL GHOST                       | CJK-Radikal 194 Gespenst = 鬼 (U+9B3C)                                                       |
| U+2EE5 (12005) | ⻥              | CJK RADICAL C-SIMPLIFIED FISH           | CJK-Radikal 195 (chin. vereinf.) Fisch = 鱼 (U+9C7C)                                         |
| U+2EE6 (12006) | ⻦              | CJK RADICAL C-SIMPLIFIED BIRD           | CJK-Radikal 196 (chin. vereinf.) Vogel = 鸟 (U+9E1F)                                         |
| U+2EE7 (12007) | ⻧              | CJK RADICAL C-SIMPLIFIED SALT           | CJK-Radikal 197 Salz → 鹵 (U+9E75)                                                           |
| U+2EE8 (12008) | ⻨              | CJK RADICAL SIMPLIFIED WHEAT            | CJK-Radikal 199 vereinfacht Weizen = 麦 (U+9EA6)                                             |
| U+2EE9 (12009) | ⻩              | CJK RADICAL SIMPLIFIED YELLOW           | CJK-Radikal 201 vereinfacht gelb = 黄 (U+9EC4)                                               |
| U+2EEA (12010) | ⻪              | CJK RADICAL C-SIMPLIFIED FROG           | CJK-Radikal 205 (chin. vereinf.) Frosch = 黾 (U+9EFE)                                        |
| U+2EEB (12011) | ⻫              | CJK RADICAL J-SIMPLIFIED EVEN           | CJK-Radikal 210 (jap. vereinf.) gleichmäßig = 斉 (U+6589)                                    |
| U+2EEC (12012) | ⻬              | CJK RADICAL C-SIMPLIFIED EVEN           | CJK-Radikal 210 (chin. vereinf.) gleichmäßig = 齐 (U+9F50)                                   |
| U+2EED (12013) | ⻭              | CJK RADICAL J-SIMPLIFIED TOOTH          | CJK-Radikal 211 (jap. vereinf.) Zahn = 歯 (U+6B6F)                                           |
| U+2EEE (12014) | ⻮              | CJK RADICAL C-SIMPLIFIED TOOTH          | CJK-Radikal 211 (chin. vereinf.) Zahn = 齿 (U+9F7F)                                          |
| U+2EEF (12015) | ⻯              | CJK RADICAL J-SIMPLIFIED DRAGON         | CJK-Radikal 212 (jap. vereinf.) Drache = 竜 (U+9F8D)                                         |
| U+2EF0 (12016) | ⻰              | CJK RADICAL C-SIMPLIFIED DRAGON         | CJK-Radikal 212 (chin. vereinf.) Drache = 龙 (U+9F99)                                        |
| U+2EF1 (12017) | ⻱              | CJK RADICAL TURTLE                      | CJK-Radikal 213 Schildkröte = 龜 (U+9F9C)                                                    |
| U+2EF2 (12018) | ⻲              | CJK RADICAL J-SIMPLIFIED TURTLE         | CJK-Radikal 213 (jap. vereinf.) Schildkröte = 亀 (U+4E80)                                    |
| U+2EF3 (12019) | ⻳              | CJK RADICAL C-SIMPLIFIED TURTLE         | CJK-Radikal 213 (chin. vereinf.) Schildkröte = 龟 (U+9F9F)                                   |